# Abraham ibn Kamnial
Abu-al-Hassan Abraham ben Meïr ibn Kamnial (ou Cambial) est un médecin de cour et mécène juif andalou du XIIe siècle.

## Éléments biographiques
Abraham ibn Kamnial a vécu à Saragosse vers l'an 1100. Médecin comme son parent, Abu Omar Joseph ben Kamnial, il exerce sous le règne d'Ali Ben Youssef, le deuxième émir almoravide, dont il est aussi le vizir. Les poètes contemporains d'Ibn Kamnial louent sa promptitude à défendre la cause des communautés juives d'Espagne, de Babylonie et d'Égypte. Il a également utilisé sa richesse pour promouvoir la poésie et la littérature parmi les Juifs. 

## Œuvres
Il est connu dans l'histoire de la grammaire hébraïque pour avoir composé la phrase mnémonique שביל אמת הוכן (SHVYL EMeT HWKhaN « le sentier de la vérité a été préparé »), qui réunit les onze lettres fonctionnelles de l'alphabet hébraïque. Il aurait aussi, selon Joseph Kimhi, composé un livre de grammaire, aujourd'hui perdu. 
Son rôle principal semble toutefois d'avoir contribué au soutien financier de nombreux lettrés et poètes, ce qui explique probablement les éloges parfois extravagantes dont le couvre Moïse ibn Ezra dans son Tarshish  ou ’Anaḳ, qui lui est également dédié ; le premier poème de ce recueil est un hommage à sa générosité et aux honneurs qui lui sont généralement témoignés. Ibn Ezra a également compose un poème en l'honneur de son mariage, et lui a peut-être également dédicacé son livre sur la poésie, le Kitab al-Muḥadharah. Juda Halevi l'a également loué dans plusieurs de ses poèmes, et composé son épitaphe.

## Source
Cet article contient des extraits de l'article « KAMNIAL (KAMBIL), ABRAHAM B. MEÏR IBN » par Richard Gottheil & Armand Kaminka de la Jewish Encyclopedia de 1901–1906 dont le contenu se trouve dans le domaine public.